# Tsitsernakapert
Tsitsernakapert (o tzitzernakaberd, en armeni), és un memorial dedicat a les víctimes del genocidi armeni perpetrat pel govern Joves Turcs entre 1915 i 1916, situat sobre un dels turons de la capital armènia, Yerevan. Tsitsernakapert significa el fort de les orenetes en armeni (tsitsernak = oreneta, pert = fort).

## Història
El 24 d'abril de 1965, en el moment del 50è aniversari del genocidi, més d'un milió de persones es van reunir a Yerevan durant 24 hores. En resposta a aquest impuls popular, el govern armeni de l'època convenç Moscou el 1966 de finançar un petit memorial. Petit sobre els plànols, el monument resulta ser colossal al final dels treballs el 1968.

## Arquitectura

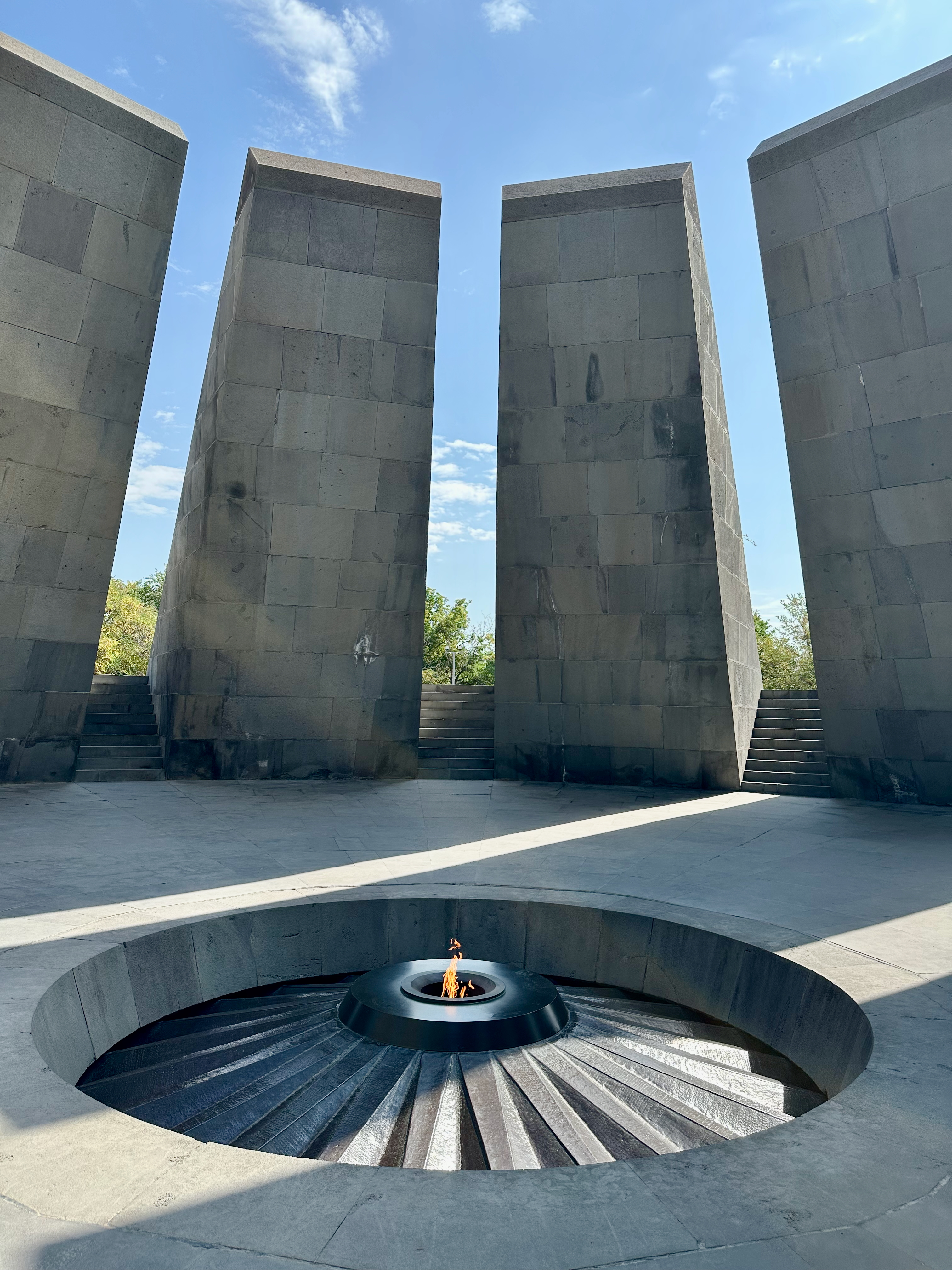
12 esteles de granit i la flama eterna

El monument està compost de diverses parts:
- Una punta de granit de 44 metres d'alçària representa el renaixement de la nació armènia.
- 12 esteles de granit disposades en cercle simbolitzen les 12 províncies perdudes, avui turques. Al mig, a 1,5 m de profunditat, la flama eterna és el lloc de recolliment. Tots els 24 d'abril, milers de persones hi dipositen una flor.
- Al llarg del passeig de l'estela a la punta, un mur llarg de 100 metres porta les inscripcions dels principals pobles armenis de l'Imperi Otomà en els quals han tingut lloc les massacres.
- Més recentment, d'ençà 1995, les personalitats polítiques (en sentit ampli) del món sencer planten un arbre i signen unes poques paraules sobre una placa daurada.
- El 1995 s'ha obert igualment un petit museu circular subterrani a l'entrada dels cotxes. S'hi troben clixés de fotògrafs alemanys (Alemanya era l'aliada de Turquia durant la Primera Guerra Mundial) i diverses publicacions relatant els esdeveniments de l'època.